# Campeonato Pernambucano 1977
In 1977 werd het 63ste Campeonato Pernambucano gespeeld voor voetbalclubs uit de Braziliaanse staat Pernambuco. De competitie werd georganiseerd door de FPF en werd gespeeld van 17 april tot 14 oktober. De competitie werd verdeeld over drie fases. De drie kampioenen plaatsen zich voor de finalegroep, omdat Sport twee fases won speelden slechts twee clubs de finale. 
De toernooiregels zorgden voor een spannende finale. Nadat Sport en Náutico elk een wedstrijd wonnen en de derde wedstrijd gelijk speelden kwam er een vierde wedstrijd. In de regel stond bepaald dat als Náutico de wedstrijd won dat er verder gespeeld zou worden tot er een goal viel, er zouden geen strafschoppen genomen worden. Er volgden telkens verlengingen van 15 minuten, in de vierde verlenging na 148 minuten wedstrijd scoorde de speler Mauro voor Sport waardoor zij kampioen werden. 

## Groepsfase

### Eerste fase
| Plaats | Club            | Wed. | W | G | V | Saldo | Ptn. |
| ------ | --------------- | ---- | - | - | - | ----- | ---- |
| 1.     | Sport do Recife | 10   | 7 | 2 | 1 | 22:4  | 16   |
| 2.     | Santa Cruz      | 10   | 8 | 0 | 2 | 26:8  | 16   |
| 3.     | Náutico         | 10   | 6 | 2 | 2 | 14:7  | 14   |
| 4.     | Central         | 10   | 2 | 3 | 5 | 6:15  | 7    |
| 5.     | América         | 10   | 1 | 3 | 6 | 2:15  | 5    |
| 6.     | Caruaru         | 10   | 1 | 0 | 9 | 3:24  | 2    |

|  | Gekwalificeerd voor finale |

### Tweede fase
| Plaats | Club            | Wed. | W | G | V | Saldo | Ptn. |
| ------ | --------------- | ---- | - | - | - | ----- | ---- |
| 1.     | Sport do Recife | 10   | 8 | 2 | 0 | 21:4  | 18   |
| 2.     | Santa Cruz      | 10   | 6 | 4 | 0 | 18:4  | 16   |
| 3.     | Náutico         | 10   | 5 | 3 | 2 | 24:5  | 13   |
| 4.     | Central         | 10   | 2 | 3 | 5 | 5:19  | 7    |
| 5.     | América         | 10   | 2 | 0 | 8 | 5:21  | 4    |
| 6.     | Caruaru         | 10   | 0 | 2 | 8 | 4:24  | 2    |

|  | Gekwalificeerd voor finale |

### Derde fase
| Plaats | Club            | Wed. | W | G | V | Saldo | Ptn. |
| ------ | --------------- | ---- | - | - | - | ----- | ---- |
| 1.     | Náutico         | 10   | 6 | 3 | 1 | 14:4  | 15   |
| 2.     | Sport do Recife | 10   | 6 | 3 | 1 | 14:4  | 15   |
| 3.     | Santa Cruz      | 10   | 6 | 2 | 2 | 19:4  | 14   |
| 4.     | Caruaru         | 10   | 3 | 1 | 6 | 5:21  | 7    |
| 5.     | Central         | 10   | 2 | 2 | 6 | 7:12  | 6    |
| 6.     | América         | 10   | 0 | 3 | 7 | 2:16  | 3    |

|  | Gekwalificeerd voor finale |

## Finale
|                            |         |       |       |  |
| 6 oktober Eerste wedstrijd | Náutico | 1 – 0 | Sport |  |
| 6 oktober Eerste wedstrijd |         |       |       |  |

|                            |       |       |         |  |
| 8 oktober Tweede wedstrijd | Sport | 2 – 0 | Náutico |  |
| 8 oktober Tweede wedstrijd |       |       |         |  |

|                            |       |       |         |  |
| 11 oktober Derde wedstrijd | Sport | 0 – 0 | Náutico |  |
| 11 oktober Derde wedstrijd |       |       |         |  |

|                             |         |                  |       |  |
| 14 oktober Vierde wedstrijd | Náutico | 1 – 0 (0-1 n.v.) | Sport |  |
| 14 oktober Vierde wedstrijd |         |                  |       |  |

## Kampioen
| Campeonato Pernambucano de 1977 |
| Pernambuco                      |
| ------------------------------- |
| SPORT Kampioen (21° titel)      |